# جیا پرکینز
جیا پرکینز (انگلیسی: Jia Perkins؛ زادهٔ ۲۳ فوریهٔ ۱۹۸۲) بازیکن بسکتبال اهل ایالات متحده آمریکا است.